# Gerhard F. Hering
Gerhard Friedrich Hering (* 28. Oktober 1908 in Rogasen bei Posen; † 12. April 1996 in Darmstadt) war ein deutscher Schriftsteller, Redakteur, Regisseur und Theaterintendant.

## Leben und Werk
Nach dem Besuch des Humanistischen Stadtgymnasiums in Stettin begann Hering ein Studium in Literaturwissenschaft, Philosophie, Soziologie, Theaterwissenschaft und Publizistik in Berlin. Nach zwei Semestern wechselte er nach Heidelberg zu Karl Jaspers, Friedrich Gundolf und Alfred Weber. Er promovierte 1932 über den römischen Satiriker Persius als letzter Doktorand Friedrich Gundolfs vor dessen Tod 1931. In den Jahren 1932/33 war er Assistent am Institut für Publizistik.
Nach einem dreimonatigen Volontariat übernahm er von 1934 bis 1937 die Leitung des Feuilletons der Magdeburgischen Zeitung , wo er u. A. Vorgesetzter von Wolf von Niebelschütz und zugleich Theaterkritiker war. Von 1937 bis 1942 wirkte er als Feuilletonchef und Theaterkritiker der damals noch unabhängigeren  Kölnischen Zeitung, bis er 1941 vom NS-Regime aus dem Amt gezwungen und mit Schreibverbot belegt wurde. Als Gerhard F. Hering dieses zwei Jahre später auch unter Pseudonym nicht mehr unterlaufen konnte, wandte er sich dem Theater zu und debütierte 1944 in Essen mit einer Inszenierung von Goethes Trauerspiel Die natürliche Tochter. Die Aufführung wurde sofort nach der Premiere verboten, das Theater in der folgenden Nacht bei einem Bombenangriff zerstört.
Nach dem Krieg gab Hering von 1947 bis 1949 in Konstanz die Zeitschrift Vision im Verlag von Johannes Weyl  heraus und war zugleich Chefdramaturg und Regisseur an Heinz Hilperts Deutschem Theater Konstanz. In den Jahren 1950 und 1952 war er Direktor der Otto-Falckenberg-Schule der Münchener Kammerspiele, von 1952 bis 1954 Chefdramaturg und Regisseur am Staatstheater Stuttgart, danach freier Schriftsteller und Theater- und Rundfunk-Regisseur. 1960 und 1961 arbeitete er als Chef des WDR-Kulturstudios in Düsseldorf und schließlich von 1961 bis 1971 in der Nachfolge Gustav Rudolf Sellners als Intendant am Landestheater Darmstadt. Hier brachte Hering, wie Georg Hensel in seinem Nachruf schrieb, das literarische Theater, das die jungen Leute zugunsten von blutigem Realismus, politischer Aktualität und Pop-Kultur fast schon aufgegeben hatten, noch einmal zu einer Hochblüte. Entscheidenden Anteil daran hatten der Regisseur Hans Bauer, Spezialist für poetisches und absurdes Theater, und der literarisch überaus versierte Dramaturg Hans-Joachim Weitz. Bereits zum ersten Berliner Theatertreffen 1964 wurde das Landestheater Darmstadt mit einer Inszenierung Herings eingeladen und im folgenden Jahr dann mit einer von Hans Bauer. Aufsehen erregte 1964 auch die deutsche Erstaufführung von Genets Die NegerLes Negres' unter Herings Regie in Darmstadt, gegen die der Autor zunächst protestierte, weil das Stück für schwarze Schauspieler geschrieben sei und nicht für schwarz geschminkte weiße. Die Inszenierung wurde zu den Zürcher Festwochen eingeladen.
Von dieser Produktion gibt es eine Fernsehaufzeichnung. 1968 nahm die Deutsche Akademie für Sprache und Dichtung Hering als ordentliches Mitglied auf.
Nach seiner Intendantenzeit in Darmstadt war er als freier Regisseur vor allem an dem bis 1977 von Gerhard Klingenberg geleiteten Burgtheater tätig. Für besondere Verdienste um das Werk Franz Grillparzers wurde ihm der 1964 von der Republik Österreich gestiftete Grillparzer-Ring verliehen. Ein schweres Augenleiden, das ihm schon um 1970 zu schaffen gemacht hatte, führte in seinen letzten Lebensjahren zur völligen Erblindung.

## Ehrungen
- 1965: Grillparzer-Ring der Republik Österreich
- 1968: Johann-Heinrich-Merck-Ehrung der Stadt Darmstadt
- 1968: Goethe-Plakette des Landes Hessen
- 1971: Silberne Verdienstplakette der Stadt Darmstadt

## Bibliografie
- Persius Geschichte seines Nachlebens und seiner Übersetzungen in der deutschen Literatur, Germanische Studien Berlin 1935
- Klassische Liebespaare, Claassen und Goverts Hamburg 1948, 1950
- Porträts und Deutungen, Vom Herder bis Hofmannsthal, Claassen und Goverts Hamburg 1948
- Ein Brunnen des Lebens, S. Fischer und sein Verlag 1950
- Gerhart Hauptmann, Buchreihe des Düsseldorfer Schauspielhauses, o. J.
- Der Ruf zur Leidenschaft, Improvisationen über das Theater, Kiepenheuer und Witsch Köln 1959
- Sottisen, Galantes, Mokantes, Pikantes, Kiepenheuer und Witsch 1960
- Über ein Gedicht, Sonderdruck der Werkkunstschule Offenbach 1963
- Vorschule der Klassiker-Regie, Privatdruck, Werkkunstschule Offenbach 1964
- Ein großer Herr - Das Leben des Fürsten Pückler (mit Vita Huber) Eugen Diederichs Verlag Düsseldorf 1968

## Editionen
- Der deutsche Jüngling, Genius der Jugend, Selbstzeugnisse aus drei Jahrhunderten, H. Goverts Verlag Hamburg 1940,
- Scherz Goverts Stuttgart 1951
- Friedrich Maximilin Klinger, Betrachtungen und Gedanken, Claassen und Würth Darmstadt 1947
- Die Macht im Spiegel der Dichtung, Südverlag Konstanz 1947
- Verse der Nacht, Südverlag Konstanz 1947
- Vision - Deutsche Beiträge zum geistigen Bestand, Teitschrift 1947- 1949 Südverlag Konstanz
- Immanuel Kant - Zum ewigen Frieden, Südverlag Konstanz 1947
- Hebbel in Paris, Südverlag Konstanz 1949
- Alfred Kerr - Die Welt im Drama, Kiepenheuer und Witsch Köln 1954, 1964
- Alfred Kerr - Gruß an Tiere, Albert Langen Georg Müller, München 1955
- Meister der deutschen Kritik - 1.Von Gottsched zu Hegel 1730-1830  - 2.Von Börne zu Fontane 1830 - 1890
- Deutscher Taschenbuch Verlag, dtv dokumente München 1961, 1963
- An den Leser, Deutsche Vorreden aus sechs Jahrhunderten, Edition Stichnote im Propyläen Verlag Berlin 1978

## Mitherausgeber
- Theater und Zeit (seit 1952)
- mit Hans-J. Weitz: Hans Bauer, Regisseur. S. Fischer Verlag, Frankfurt am Main 1974.

## Ausstellungen
- Hugo von Hofmannsthal 1874. 1964 Handschriften, Erstausgaben, Pressendrucke aus der Sammlung Gerhard F. Hering, ausgestellt von der Hessischen Landes- und Hochschulbibliothek in Verbindung mit der Stadt Darmstadt, Darmstadt, Schloß, März 1964.
- Geradewegs durch die Zeit - Gerhard F. Hering 100 Jahre. Schriftsteller, Regisseur, Intendant. Ausstellung im Staatstheater Darmstadt, Foyer Großes Haus 26. Oktober – 27. Dezember 2008.

## Filmografie
- 1959: Peterchens Mondfahrt (Regie und Drehbuch) – Fernsehfilm
- 1965: Gustave Flaubert Der Kandidat (Übersetzung) – Fernsehfilm
- 1966: Jean Genet:Die Neger (Regie) – Fernsehfilm

## Hörspiele
- 1955: Dreiminutenspiele (nach Thornton Wilder) (Sprecher und Hörspiel-Bearbeitung) – Regie: Friedhelm Ortmann
- 1957: Fontane auf Brautschau (Autor und Regie)
- 1957: Der charmanteste aller Minister – Original-Hörspiel (Autor) – Regie: Robert Vogel[6]
- 1957: Achim und Bettina (Autor) – Regie: Nicht bekannt[6]
- 1957: Das Band (nach August Strindberg) (Regie)
- 1957: König David (Regie)[7]
- 1963: Diner bei Calpurnia/Lucullus (Regie)[7]
- 1963: Nach der Elektra des Euripides (Regie)[7]
- 1963: Die Probe (Regie)[7]